# Pterostylis baptistii
Pterostylis baptistii är en orkidéart som beskrevs av Robert Desmond David Fitzgerald. Pterostylis baptistii ingår i släktet Pterostylis och familjen orkidéer. Inga underarter finns listade i Catalogue of Life.

## Bildgalleri

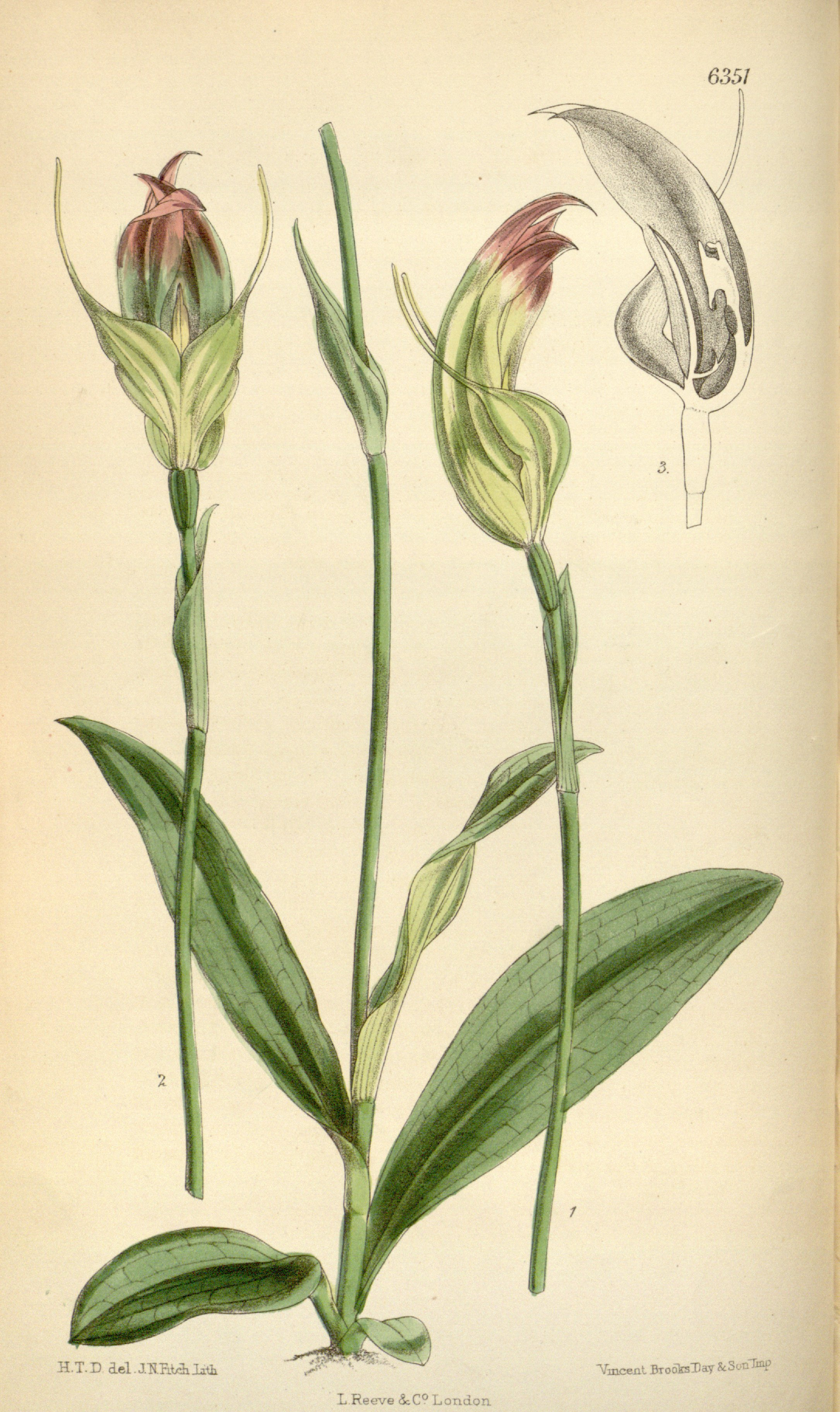